# Modulvogntog
Modulvogntog er en dansk betegnelse for lastvognstog på op til 25,25 meters længde og en samlet vægt på 60 ton, hvor maksimummålene ellers er 18,75 meter og 48 ton. Fra den 1. juli 2011 forhøjes den tilladte totalvægt for almindelige vogntog med op til 54 ton.

## Formål
Større vogntog skulle ifølge forslagsstillerne forbedre økonomi og konkurrenceevne i dansk transporterhverv, ligesom der henvises til en vis miljøgevinst. Der er positiv lokal interesse, ikke mindst i de havnebyer, der vil blive berørt.

## Dansk forsøgsordning
Endnu i 2008 er der ikke truffet endelig politisk beslutning om indførelse af modulvogntog. En treårig forsøgsordning fra 24. november 2008 indbefatter trafik på 311 km vej. Forsøget har betydet investeringer til at udvide eller ombygge 36 vejkryds og 28 rundkørsler.

### Strækninger
Modulvogntogene er tilladte på de fleste danske motorveje samt forbindelser herfra til en række transportcentre og havne. Det drejer sig om:
- E20 mellem Øresundsbroen og Esbjerg, hvor der er forbindelse til Esbjerg Havn, Fredericia Havn, Kastrup Godsregistreringscenter, Slagelse Transportcenter, Taulov Transportcenter.

- E47 fra Helsingør til Rødby med forbindelse til Helsingør Havn, Skandinavisk Transportcenter i Køge, Nørre Alslev Godsregistreringscenter og Rødby Havn.

- E45 fra Padborg til Frederikshavn med forbindelse til Padborg Transportcenter, GateWay E45 i Vejle, Aalborg Havn og Århus Havn.

- E39 fra Nørresundby til Hirtshals med forbindelse til Hirtshals Godsregistreringscenter og Hirtshals Havn.

- Primærrute 21/23 fra København til Kalundborg med forbindelse til Kalundborg Havn, Høje Tåstrup Transportcenter og Jyderup Omkoblingsplads.

## Kritik
Trafikpolitikere, der af energi- og miljømæssige årsager ønsker godstrafik flyttet fra landevej til jernbane eller skib, er modstandere af idéen og forudser, at de millioninvesteringer, et forsøg medfører, er så store, at de i sig selv vil gøre det umuligt at give forsøget en negativ evaluering.
Kritiske trafikforskere henviser ikke mindst til de store enheders negative indflydelse på trafiksikkerheden. Bl.a. vil større rundkørsler friste andre trafikanter til at sætte hastigheden op, hvilket strider imod den fartdæmpende idé, der ligger bag anlæggelsen af de fleste rundkørsler.
Et led i forberedelserne af forsøget er nogle analyser, Vejdirektoratet har foranstaltet. Disse analysers konklusioner er ikke entydige.

## Internationale forhold
Modulvogntog var tidligere ikke tilladt i EU, men i forbindelse med Sveriges og Finlands optagelse i 1996 blev et direktiv vedtaget, der lovliggjorde de to landes nationale bestemmelser, hvor der er tradition for lange køretøjer bl.a. til kørsel af tømmer. Det er dette direktiv, der danner grundlag for de danske forsøg med modulvogntog.
I Holland, Tyskland og Sydøstasien er der også forsøg med modulvogntog. I Tyskland har 10 ud af de 16 delstater sagt nej til forsøg med modulvogntog. Frygten skyldes ud over trafiksikkerheden, risikoen for broernes bæreevne. Herudover har den tyske miljøstyrelse tidligere konkluderet, at modulvogntog ikke er bedre for miljøet, da de ikke altid er fyldt helt op.
I Australien og Nordamerika benyttes betegnelsen "Road Train" (vejtog) om lange lastvognstog hvor der oftest er tale om flere anhængere.

## Bekendtgørelse af færdselsloven

### Modulvogntog[8]
§ 70 a. Transport- og energiministeren kan uanset forbuddet i § 70, stk. 1, 1. pkt., fastsætte bestemmelser om, at det på nærmere angivne strækninger, hvor forholdene taler herfor, tillades at køre med lange vogntog bestående af bil og et eller to påhængskøretøjer (modulvogntog).
Stk. 2. Transport- og energiministeren kan fastsætte bestemmelser for modulvogntog og de køretøjer, der indgår heri, herunder for køretøjernes indretning og udstyr, belæsning, vægt og dimensioner m.v.
§ 118.
Stk. 8. I forskrifter, der udstedes i medfør af loven, kan der fastsættes straf af bøde for overtrædelse af bestemmelser i forskrifterne. Der kan endvidere fastsættes straf af bøde eller fængsel indtil 4 måneder for overtrædelse af bestemmelser i de forordninger, der er nævnt i § 86 a, stk. 1, og for overtrædelse af bestemmelser i forskrifter, der er udstedt i medfør af § 86 a, stk. 1. I forskrifter, der udstedes i medfør af § 68, kan der fastsættes bestemmelser om udmåling af en skærpet bøde for overtrædelse af regler om hastighedsbegrænsere. I forskrifter, der udstedes i medfør af § 70 a, kan der fastsættes bestemmelser om udmåling af en skærpet bøde for kørsel med modulvogntog på strækninger, hvor dette ikke er tilladt.

## Eksterne referencer
1. ↑  "Modulvogntog". Arkiveret fra originalen 7. marts 2008. Hentet 10. maj 2008.
2. ↑  Modulvogntog til havne (Webside ikke længere tilgængelig)
3. 1 2  www.vejdirektoratet.dk, 29. oktober 2008 – Modulvogntogene kører d. 24. november Arkiveret 18. september 2011 hos  Wayback Machine
4. ↑  Ny frygt for de nye modulvogntog – dr.dk/Regioner/Østjylland/Nyheder/AarhusBy (Webside ikke længere tilgængelig)
5. ↑  Direktorat skifter forklaring om trafiksikkerhed | information.dk
6. ↑  Trafikministeriet, marts 2004 – Modulvogntog (Webside ikke længere tilgængelig), s. 6-7 ISBN 87-91013-53-4
7. ↑  ing.dk, 11. oktober 2007 – Tyskland frygter, at broer bukker under for kæmpelastbiler (Webside ikke længere tilgængelig)
8. ↑  retsinformation.dk – LBK nr 1276 af 24/10/2007

- Vejdirektoratet Evaluering af forsøg med modulvogntog - danske erfaringer december 2011 hentet 23.december 2021